# Aniceres
Aniceres (em grego:  Ἀννίκερις; fl. 300 a.C.) foi um filósofo cirenaico. Sustentou que o prazer é alcançado através de atos individuais de gratificação que são buscados pelo prazer que eles produzem, mas também deu grande ênfase ao amor da família, país, amizade e gratidão, que proporcionam prazer, mesmo quando eles exigem sacrifício.

## Biografia
Aniceres foi discípulo de Parabates, e colega de estudo de Hegesias. A Suda diz que ele viveu na época de Alexandre, o Grande (governou de 336-323 a.C.). A história que Aniceres comprou a liberdade de Platão vendido como escravo por Dionísio, tirano de Siracusa por vinte minas, deve se referir a um Aniceres mais antigo, possivelmente o célebre cocheiro mencionado por Eliano.

## Filosofia
Aniceres negou que o prazer era simplesmente a ausência de dor, pois se assim fosse a morte também seria um prazer; e, além disso, negou que o prazer seja o objetivo geral da vida humana. Para cada ação em separado há uma finalidade particular, ou seja, o prazer que realmente resulta dele. Diferenciou-se de Aristipo, porque admitiu que a amizade, o patriotismo e as virtudes similares, eram boas em si mesmas; dizendo que a pessoa sábia derivaria prazer de tais qualidades, mesmo que eles causassem problemas ocasionais, e que um amigo deve ser escolhido não só pela nossa própria necessidade, mas pela bondade e afeição natural.
Negou também que a razão (em grego:  ὁ λόγος) só pode proteger-nos do erro; a pessoa sábia é a pessoa que adquiriu o hábito da ação sábia; a sabedoria humana é responsável por falhas em qualquer momento.